# Der Spinnerin Nachtlied

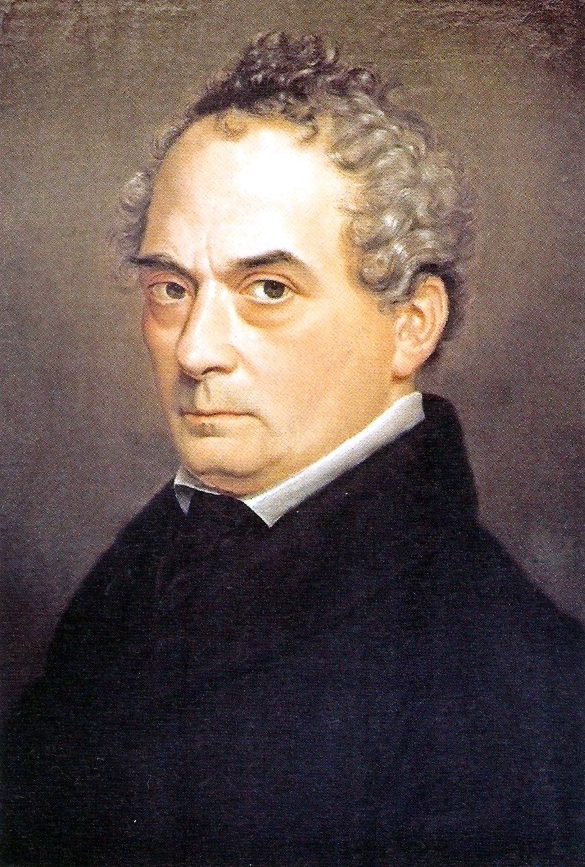
Clemens Brentano (nach 1833)

Der Spinnerin Nachtlied ist ein Gedicht von Clemens Brentano. Es entstand vermutlich im Sommer 1802 und wurde 1818 in der Erzählung „Aus der Chronicka eines fahrenden Schülers“ publiziert.

## Struktur
Die Strophenform ist ein jambischer Vierzeiler. Der erste und vierte Vers einer Strophe, jeweils von weiblicher Kadenz, umschließt den zweiten und dritten Vers – ein Paar männlicher Kadenz. Das Gedicht besteht aus sechs solcher Strophen.

## Wortlaut
Hebungen sind in der ersten Strophe kursiv gesetzt. Die modernisierte Schreibung folgt Frühwald.
Es sang vor langen Jahren
Wohl auch die Nachtigall,
Das war wohl süßer Schall,
Da wir zusammen waren.
Ich sing und kann nicht weinen,
Und spinne so allein
Den Faden klar und rein,
So lang der Mond wird scheinen.
Da wir zusammen waren,
Da sang die Nachtigall,
Nun mahnet mich ihr Schall,
Daß du von mir gefahren.
So oft der Mond mag scheinen,
Gedenk ich dein allein,
Mein Herz ist klar und rein,
Gott wolle uns vereinen.
Seit du von mir gefahren,
Singt stets die Nachtigall,
Ich denk bei ihrem Schall,
Wie wir zusammen waren.
Gott wolle uns vereinen,
Hier spinn ich so allein,
Der Mond scheint klar und rein,
Ich sing und möchte weinen!

## Interpretation
Das Gedicht handelt von einer einsamen Spinnerin, welche Sehnsucht nach der verlorenen Liebe hat. Es ist ein typisches Gedicht aus der Epoche der Romantik. Dieses Werk Brentanos wurde zum Beispiel von Frühwald besprochen. Es könne mühelos aufgenommen werden. In dem Lied, einer Klage um den toten Geliebten, werde das Spinnrad zum Rad der Zeit. Aus der Klage um das verlorene Paradies spreche die Sehnsucht nach seiner Erneuerung. Die Spinnerin übersetze mit ihrem Lied nämlich den Nachtigallengesang und erschaffe somit das Paradies neu, aus dem der Mensch vertrieben wurde. Zudem behandele Brentano sein großes Thema – die vergebliche Suche nach der Harmonie. Brentano schlage den Ton des Volksliedes an und stehe künstlerisch in der Nachfolge des Nachtigallenliedes von Grimmelshausen.
Die letzte Strophe breche mit dem Bild des gesponnenen Fadens, das in den ersten fünf Strophen durchgehalten werde und signalisiere: Das Spinnrad stehe still.

## Rezeption
Frühwald nennt weiter führende Arbeiten: Richard Alewyn (Frankfurt am Main 1974, S. 198–202 in: Probleme und Gestalten), Diss. Hans Magnus Enzensberger (München 1961), Lida Kirchberger (1975 in Monatshefte 67), Joachim Klein (1974 in Sprachkunst 5) und Hans-Joachim Schrimpf (Tübingen 1976 in Festschrift Herman Meyer (Alexander von Bormann (Hrsg.)).
Vertont wurde das Gedicht zuerst 1811 von Louise Reichardt, später auch von Fanny Hensel, Arvo Pärt und anderen.